# جیکوب ریس
جیکوب ریس (انگلیسی: Jacob Riis؛ ۳ مهٔ ۱۸۴۹ – ۲۶ مهٔ ۱۹۱۴) مصلح اجتماعی، عکاس، و روزنامه‌نگار ماکریکر دانمارکی-آمریکایی بود که از استعدادش در به‌تصویر کشیدن اقشار آسیب‌پذیر و فقیر نیویورک بهره می‌گرفت. او از نخستین کسانی‌ست که از فلاش در عکاسی استفاده کردند و به همین دلیل یکی از پدران عکاسی قلمداد می‌شود.